# Рене Схюрман
Рене Схюрман (англ. Renée Schuurman; 26 жовтня 1939 — 1 травня 2001) — колишня південноафриканська тенісистка.
Найвищу одиночну позицію світового рейтингу — 8 місце досягла 1963 року.
Перемагала на турнірах Великого шолома в парному та змішаному парному розрядах.

## Фінали турнірів Великого шолома

### Одиночний розряд (1 поразка)
| Результат | Рік  | Турнір              | Покриття | Суперниці           | Рахунок  |
| --------- | ---- | ------------------- | -------- | ------------------- | -------- |
| Поразка   | 1959 | Чемпіонат Австралії | Трава    | Мері Картер-Рейтано | 2–6, 3–6 |

### Парний розряд (5–2)
| Результат | Рік  | Турнір               | Покриття | Партнерка        | Суперниці                         | Рахунок       |
| --------- | ---- | -------------------- | -------- | ---------------- | --------------------------------- | ------------- |
| Перемога  | 1959 | Чемпіонат Австралії  | Трава    | Сандра Рейнольдс | Лоррен Коглан Мері Картер-Рейтано | 7–5, 6–4      |
| Перемога  | 1959 | Чемпіонат Франції    | Ґрунт    | Сандра Рейнольдс | Йола Рамірес Росі Реєс            | 2–6, 6–0, 6–1 |
| Поразка   | 1960 | Вімблдонський турнір | Трава    | Сандра Рейнольдс | Марія Буено Дарлін Гард           | 4–6, 0–6      |
| Перемога  | 1961 | Чемпіонат Франції    | Ґрунт    | Сандра Рейнольдс | Марія Буено Дарлін Гард           | walkover      |
| Перемога  | 1962 | Чемпіонат Франції    | Ґрунт    | Сандра Рейнольдс | Джастіна Бріка Маргарет Корт      | 6–4, 6–4      |
| Поразка   | 1962 | Вімблдонський турнір | Трава    | Сандра Рейнольдс | Біллі Джин Кінг Карен Сусман      | 7–5, 3–6, 5–7 |
| Перемога  | 1963 | Чемпіонат Франції    | Ґрунт    | Енн Джонс        | Робін Ебберн Маргарет Корт        | 7–5, 6–4      |

### Мікст (1–2)
| Результат | Рік  | Турнір              | Покриття | Партнерка  | Суперниці                     | Рахунок         |
| --------- | ---- | ------------------- | -------- | ---------- | ----------------------------- | --------------- |
| Поразка   | 1959 | Чемпіонат Австралії | Трава    | Род Лейвер | Сандра Рейнольдс Боб Марк     | 6–4, 11–13, 1–6 |
| Поразка   | 1959 | Чемпіонат Франції   | Ґрунт    | Род Лейвер | Біллі Найт Йола Рамірес       | 4–6, 4–6        |
| Перемога  | 1962 | Чемпіонат Франції   | Ґрунт    | Роберт Гау | Леслі Тернер Боурі Фред Столл | 3–6, 6–4, 6–4   |

## Часова шкала турнірів Великого шлему в одиночному розряді
| W | Ф | ПФ | ЧФ | #Р | КТ | К# | DNQ | A | NH |

| Турнір                                 | 1955  | 1956  | 1957  | 1958  | 1959  | 1960  | 1961  | 1962  | 1963  | 1964  | Career SR |
| -------------------------------------- | ----- | ----- | ----- | ----- | ----- | ----- | ----- | ----- | ----- | ----- | --------- |
| Відкритий чемпіонат Австралії з тенісу |       |       |       |       | Ф     |       |       |       |       |       | 0 / 1     |
| Відкритий чемпіонат Франції з тенісу   |       |       | 1р    | 2р    | 3р    | ЧФ    | 4р    | ПФ    | 3р    |       | 0 / 7     |
| Вімблдонський турнір                   | 1р    |       | 2р    | 2р    | 1р    | ЧФ    | ПФ    | ЧФ    | ЧФ    | 2р    | 0 / 9     |
| Відкритий чемпіонат США з тенісу       |       |       |       |       | 2р    |       |       | 3р    |       |       | 0 / 2     |
| SR                                     | 0 / 1 | 0 / 0 | 0 / 2 | 0 / 2 | 0 / 4 | 0 / 2 | 0 / 2 | 0 / 3 | 0 / 2 | 0 / 1 | 0 / 19    |